# J'ai vu partout le même visage
Un Ambassadeur face à la barbarie du Monde
 (janvier 2018).
Si vous disposez d'ouvrages ou d'articles de référence ou si vous connaissez des sites web de qualité traitant du thème abordé ici, merci de compléter l'article en donnant les références utiles à sa vérifiabilité et en les liant à la section « Notes et références ».
J'ai vu partout le même visageest un essai écrit par François Zimeray publié en 2016 chez Plon à Paris et chez Gyldendal au Danemark. L'édition française est préfacée par Olivier Ravanello. C'est le premier ouvrage de la nouvelle collection de l'éditeur parisien "Chroniques du Monde".

## Résumé
Avec pour sous-titre "Un ambassadeur face à la barbarie du monde", ce livre est à la fois un récit personnel sur l'itinéraire de l'auteur comme Ambassadeur pour les droits de l'Homme et un plaidoyer pour l'universalité des droits fondamentaux. Il commence avec le récit de l'attentat dont François Zimeray été victime le 14 février 2015 à Copenhague lorsqu’il venait d'intervenir en ouverture d'une réunion d'une trentaine de militants de la liberté d'expression , dont la leader des Femen et le caricaturiste danois Lars Vilks. Il révèle une dimension insoupçonnée de la diplomatie et raconte plusieurs des missions effectuées durant plus de cinq ans, arpentant "la topographie du malheur". Ce livre se termine par un plaidoyer pour la promotion universelle du droit des femmes  et la lutte contre "les ravages du patriarcat".

## Principales étapes et portraits
L’auteur décrit le Rwanda après le génocide, la Tchétchénie, la Colombie, la violence contre les femmes au Guatemala, en République Démocratique du Congo, les violences contre les LGBT, les prisons camerounaises, le quotidien des enfants des rues au Caire et au Népal, la rencontre avec Aung San Suu Kyi, avec Natalia Estemirova peu avant son enlèvement et sa mort, ainsi que les procès de Mikhaïl Khodorkovski et de Ioulia Tymochenko.

## Thèse
Les grandes thèses du livre peuvent se résumer ainsi : "les droits de l'Homme sont universels parce que l'être humain est universel et qu'il n'existe pas deux façons de souffrir de la torture selon les cultures ou les latitudes". "les droits de l'Homme ne sont pas de la morale, ce sont des droits qui existent ou n'existent pas, sont appliqués ou bien violés, et, au bout du compte, des réalités humaines." "S'il n'y avait qu'une priorité à retenir, ce serait celle du droit des femmes, de l'éducation des filles et de la lutte contre le patriarcat" "La paix, il faut la vouloir assez pour la croire possible".

## Accueil par la critique
- Au Danemark "Jeg har set det samme ansigt overalt"  a été classé parmi les best-sellers à sa sortie, avec d'excellentes critiques notamment dans le grand quotidien Politiken.
- En France, on relèvera :
  - Olivier Ravanello (journaliste) "Un livre sublime d'humanité"
  - Bernard-Henri Lévy : "Un livre beau et grave"
  - Alexis Lacroix dans Marianne :"Une voix nécessaire (...) le sel de son livre réside dans sa limpidité démonstrative"
  - RCJ : "Un livre inspirant et émouvant"
  - Gilles Hertzog , dans La règle du jeu: "la liste est infinie de cette plongée en apnée dans l'ignominie des geôliers, des bourreaux et de leurs maîtres politiques , que Zimeray raconte -trop succinctement - avec une pudeur constante et une foi en la justice et en l'homme qui, contre vents et marées, ne l'ont pas quitté durant ce combat à la cuiller contre les Moloch des Léviathan modernes"[2]
  - CotéMaison: "point de discours, point de realpolitik. C'est uniquement le récit d'un homme de bonne volonté qui ose croire encore en un certain humanisme.
  - Alain Barluet Le Figaro : "L'attentat provoque donc un écho assourdissant chez cet avocat entré en diplomatie (...)

### Prix Pierre Simon - Thérèse Delpech
Pour ce livre, François Zimeray reçoit le 20 novembre 2016 à la Mairie de Paris le Prix Pierre Simon - Éthique et Géopolitique en hommage à Thérèse Delpech.